# Niedwald

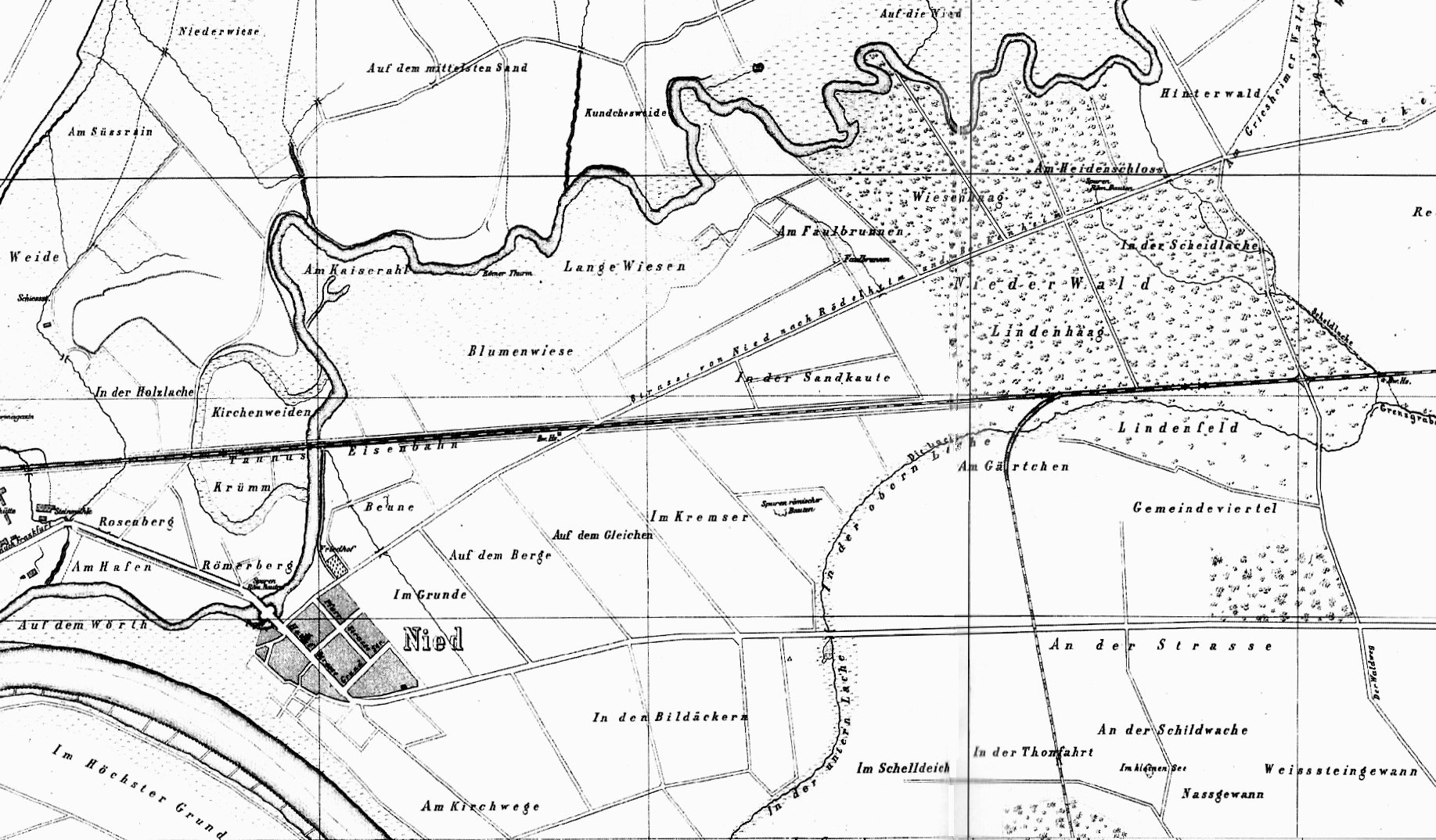
Karte der Gemarkung von Nied, 1870. Rechts oben der Niedwald

Der Niedwald ist ein etwa 60 Hektar großes Waldstück im Westen der Stadt Frankfurt am Main im deutschen Bundesland Hessen. Der seit dem 13. Jahrhundert urkundlich belegte Wald entstand durch natürlichen Bewuchs sowie durch Aufforstung von zuvor landwirtschaftlich genutzten Flächen. Der Niedwald liegt am orografisch linken, geografisch südlichen Ufer des Flusses Nidda und gehört zum Gebiet des Frankfurter Grüngürtels. Durch den Wald führt ein Abschnitt des historischen Handelsweges Antsanvia.

## Lage

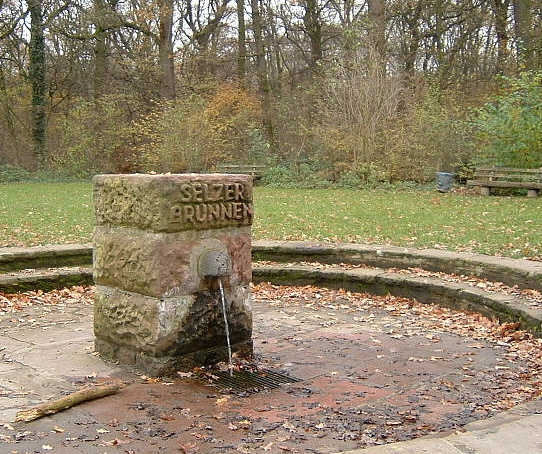
Selzerbrunnen

Der Niedwald bildet den östlichen Teil der Nieder Auen (→ Aue) am Rande von bebautem Gebiet auf der Gemarkung der Orte Nied und Griesheim, seit 1928 eingemeindet als Frankfurt-Nied und Frankfurt-Griesheim. Im Norden grenzt der Niedwald an die Nidda sowie an deren in den 1920er-Jahren durch Flussbegradigung entstandene Altarme Waldspitze und Grill’scher Altarm. Im Westen stößt der Wald an die Eisenbahnsiedlung Nied, im Nordosten und Osten an das Autobahnkreuz Westkreuz Frankfurt und an die Bundesautobahn 5, im Süden an die Trasse der Taunus-Eisenbahn. Das Waldstück wird durch die Oeserstraße in einen nördlichen und einen südlichen Teil geschieden. Die beiden Nidda-Altarme bestimmen die Erscheinung des Nordteils, der Südteil wird von der Infrastruktur des ehemaligen Wasserwerks Griesheim – Gebäude, Überlaufbecken und Gräben – dominiert. Zwischen den beiden Altarmen im Nordteil verläuft ein künstlich angelegter Bachlauf durch den Wald.
In der nordwestlichen Ecke des Niedwaldes befindet sich ein 38 Meter tiefer Mineralwasser-Brunnen, der Selzerbrunnen, der im Jahr 1855 erstmals in einem amtlichen Bericht erwähnt wurde. Sein Wasser, das einen hohen Härtegrad aufweist, ist chlorid- und eisenhaltig. Die sumpfige Wiese, in der sich die Mineralquelle bis in die 1920er-Jahre befunden hatte, wurde um diese Zeit trockengelegt, ein Brunnenschacht wurde gebohrt, mit einem Standrohr versehen und in Stein eingefasst. Die gegenwärtige Brunnenfassung stammt aus dem Jahr 1939. Das Brunnenwasser ist trinkbar (niedriger Nitratgehalt, keine bakterielle Belastung); es hat wegen seiner Inhaltsstoffe einen stark „metallischen“ Geschmack.

## Geschichte

### Spätantike bis 19. Jahrhundert

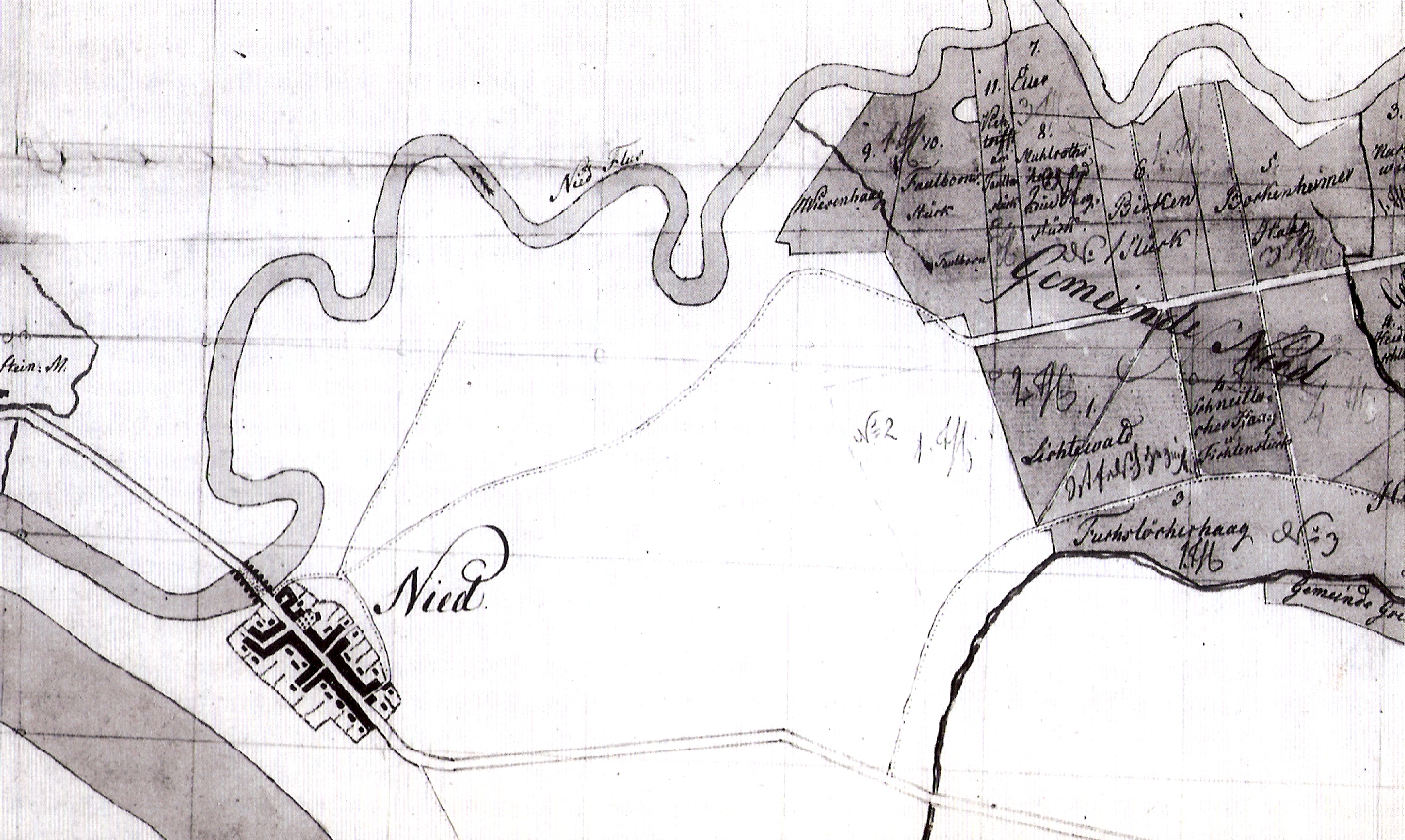
Karte aus dem Jahr 1810, Ergebnis der kartografischen Vermessung

Die in südwest-/nordöstlicher Richtung durch den Niedwald führende Oeserstraße ist ein Abschnitt der Altstraße namens Antsanvia, eines historischen Handelsweges. Beiderseits der Straße wurden römische Ruinen gefunden, die als Reste einer befestigten römischen Raststation oder Herberge (Mansio) interpretiert werden. Der im Volksmund „Heidenschloss“ genannte und auf Karten vermerkte Komplex auf einer Fläche von etwa 32 × 24 Metern bestand aus einer Befestigungsmauer, in deren Umfassung mehrere Holzbauten standen. Die Anlage soll an der Kreuzung der Via Regia mit einer Römerstraße etwa in Richtung der späteren südmainischen Ortschaft Schwanheim gestanden haben. Die Raststation war von der Straße aus durch ein etwa acht Meter breites befestigtes Tor zugänglich. Untersucht und vermessen wurde die Anlage 1892 von Georg Wolff, der die Ergebnisse 1900 mit einer Skizze veröffentlichte. Anfang des 20. Jahrhunderts wurde an der Stelle das Ausflugslokal Schützenhaus gebaut. Nach dessen Abriss wurde dort ein großes Hotel (Ramada, danach öfters umbenannt) errichtet.
Die erste bekannte urkundliche Erwähnung des Niedwaldes stammt aus dem 13. Jahrhundert. Diese Urkunde spricht dem Mariengredenstift (→ St. Maria ad Gradus) in Mainz die Nutzung des Waldes zu. Im Jahr 1474 fiel das Recht zur Nutzung des Niedwaldes an das Erzbistum Mainz. Die Antsanvia verband die entlang der Nidda liegenden Besitztümer der kirchlichen Grundherrschaft mit dem Bischofssitz.
Im 17. Jahrhundert erhielt die Gemeinde Nied das Recht an der Nutzung des Waldstücks. Unterlagen aus dieser Zeit belegen die Nutzung des Niedwaldes als Viehweide (Hutewald) und als Brennholzlieferant. Die Gemeinde unterhielt darüber hinaus seit dem späten 17. Jahrhundert einen Flurschützen, der für die Forstaufsicht zuständig war.
Die Fläche des Niedwaldes wurde im Laufe seiner Geschichte mit unterschiedlichen Zahlen angegeben. Im Jahr 1783 maß man 376 Morgen; ungefähr 94 Hektar. Die erste überlieferte genaue Landesvermessung des Gemeindewaldes von Nied fand im Jahr 1810 statt. Die Vermessung ergab eine Fläche des Waldes von 418 Morgen, 81 Ruten (ca. 100 Hektar). Eine weitere offizielle Vermessung und Markierung des Waldstücks mit Grenzsteinen („Aussteinung“) erfolgte im Jahr 1846.

### Seit dem 20. Jahrhundert

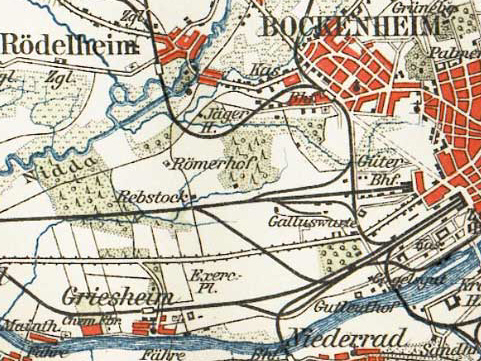
Niedwald und Umgebung 1893: Die Ausläufer des Rangierbahnhofs dehnen sich von Osten gen Waldrand aus.

Im 20. Jahrhundert nahm die forstwirtschaftliche Nutzung des Niedwaldes zugunsten wasserwirtschaftlicher Nutzung ab. Im Jahr 1902 ließ die damals selbstständige Gemeinde Griesheim im südlichen Teil des Waldes ein Pump- und Filterwerk mit Wasserturm errichten, die durch eine Quellgalerie sowie einen Waldsee ergänzt wurden. Die tägliche Menge des dort geförderten Trinkwassers betrug bis zu 150.000 Liter.

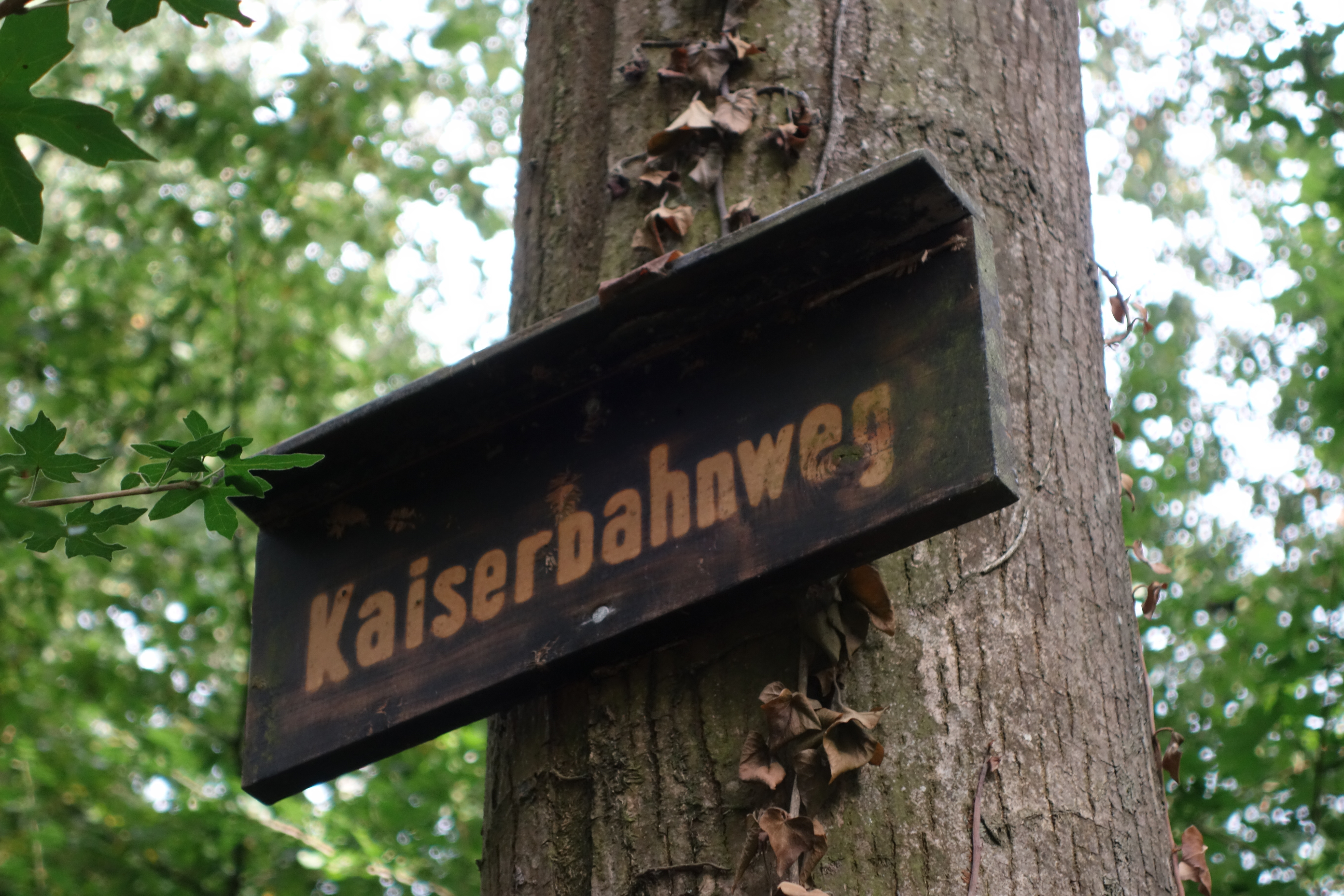
Ein Wegschild am Kaiserbahnweg erinnert an den Verlauf der einstigen Kaiser- oder Bäderkurve durch den Niedwald.

Als Nied im Jahr 1928 nach Frankfurt eingemeindet wurde, war die Waldfläche deutlich kleiner geworden. Durch Abtretungen an Eisenbahn-Unternehmen, teilweise Umwandlung in landwirtschaftlich genutzte Flächen sowie durch zunehmende Bebauung umfasst der Niedwald seit dieser Zeit nur noch etwa 60 Hektar. Am südlichen Waldrand verlief ab 1839 die Taunus-Eisenbahn von Frankfurt nach Höchst und schließlich Wiesbaden. Im Westen des Waldes war bis 1918 das Eisenbahn-Ausbesserungswerk Nied entstanden samt dazugehöriger Eisenbahnersiedlung, von Osten stießen die Rangiergleise des Hauptgüterbahnhofs an den Waldrand und verliefen an diesem entlang bis zur Einmündung in die parallel verlaufende Taunus-Eisenbahn. Diagonal hindurch verlief bereits 1905 bis 1963 die sogenannte Kaiser- oder Bäderkurve der Bäderbahn Bad Nauheim–Wiesbaden. Heute erinnert der Kaiserbahnweg an einen Teil dieser Trasse.
Mit der Eingemeindung Nieds wurde das Forstamt der Stadt Frankfurt die für Hege zuständige Behörde. Der Betrieb des Wasserwerks wurde 2007 eingestellt. Dessen Gelände und Gebäude wurden im Jahr 2015 von der Gesellschaft Hessenwasser durch den Verein Waldwerk e. V. übernommen, der dort die Einrichtung eines öffentlichen naturkundlichen Zentrums plant. Der Niedwald wird seitdem ausschließlich als Naherholungsgebiet genutzt.

## Flora und Fauna

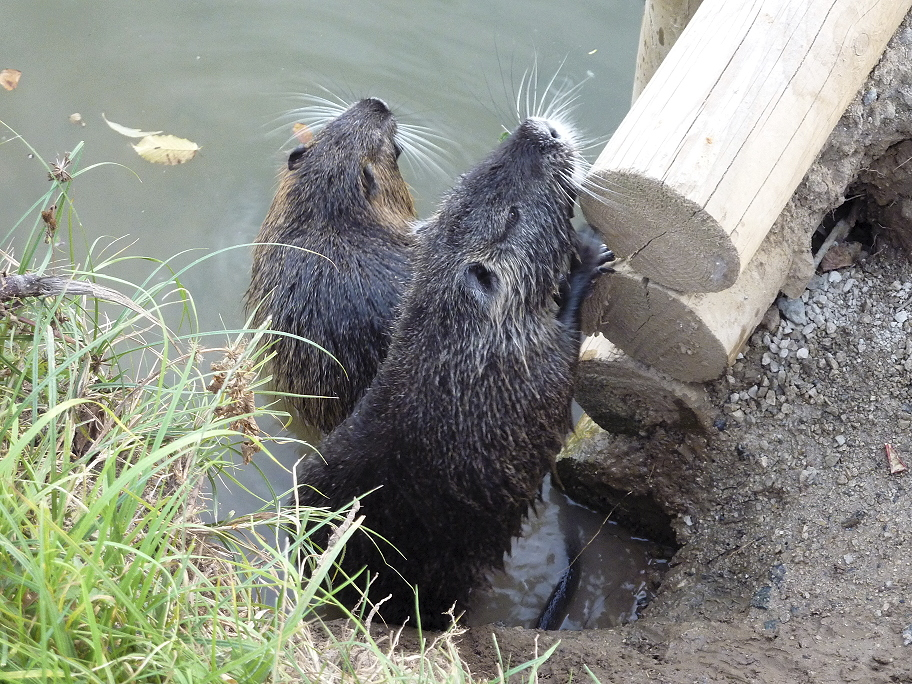
Biberratten (Nutrias) im Grill’schen Altarm der Nidda

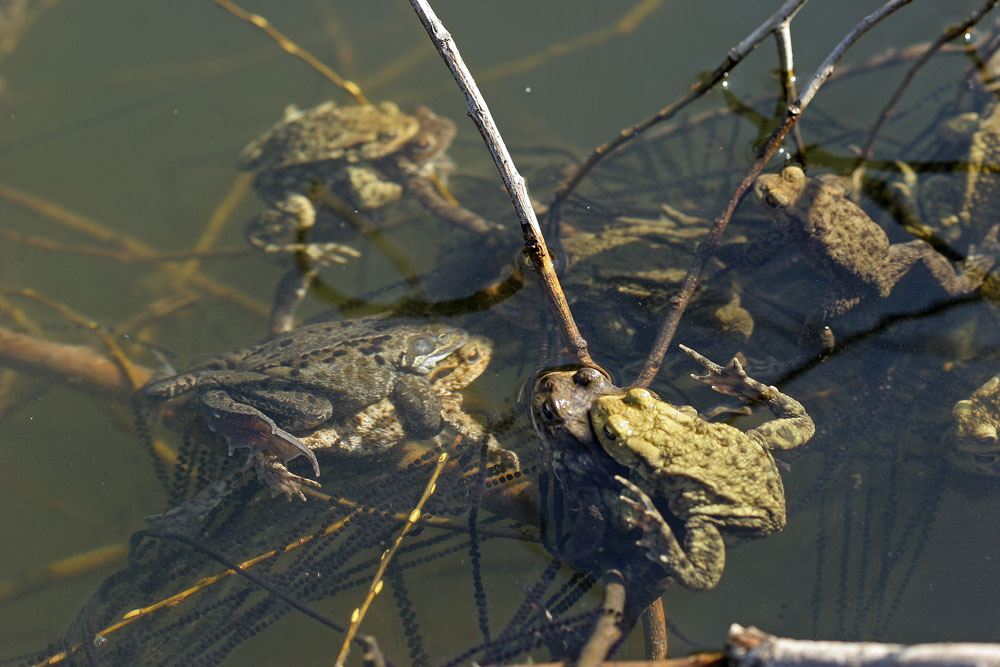
Erdkröten beim Ablaichen

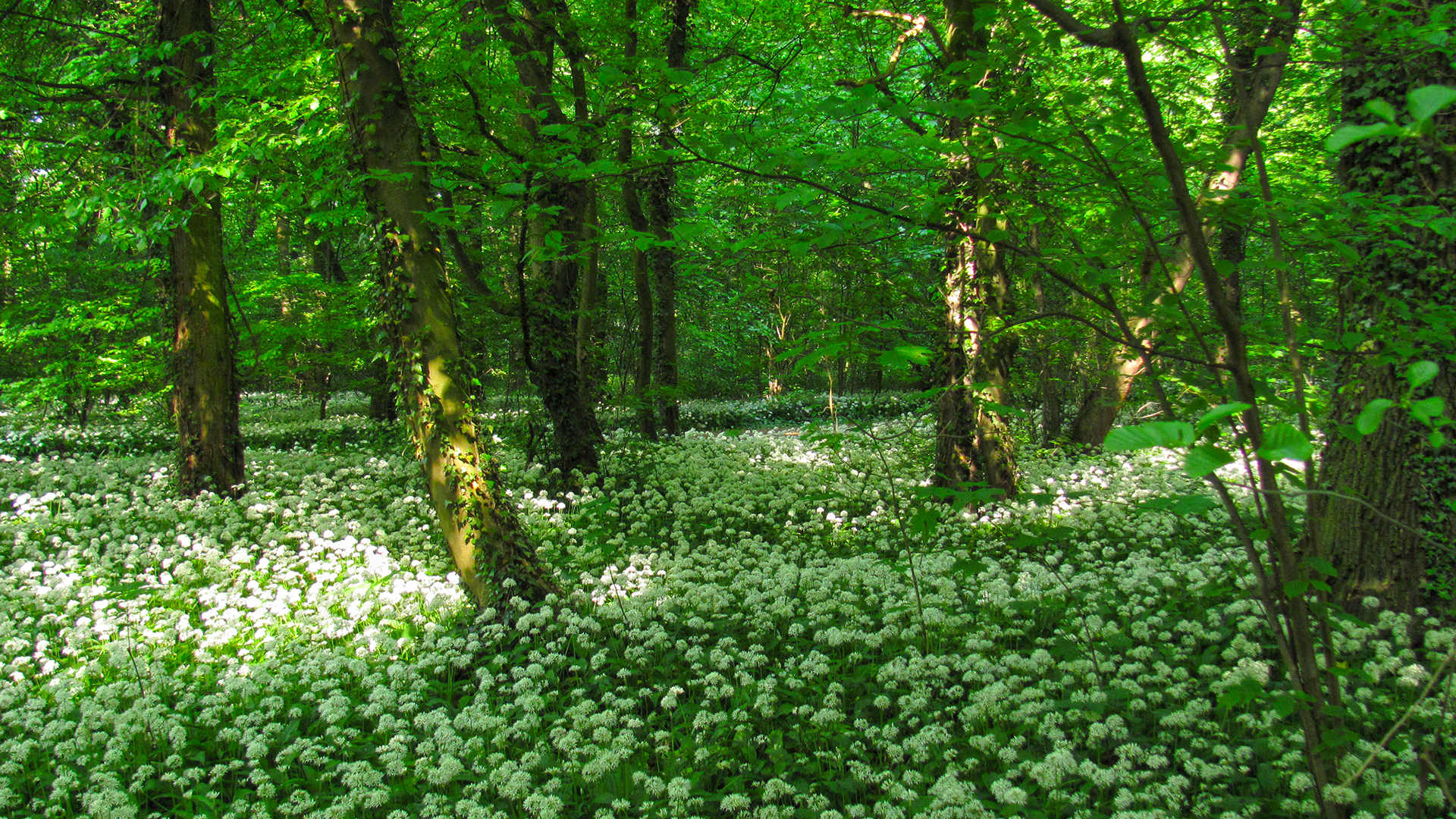
Bärlauchblüte im Niedwald

Das Waldstück ist vom Typus ein Hartholz-Auwald. Trotz der Flussbegradigung der Nidda in den 1920er-Jahren, seit der Niedwald nicht mehr regelmäßig überschwemmt wird, hat sich dort der botanische Typus des Auwaldes erhalten können. Im Niedwald vorherrschende Baumarten sind Hainbuche (Carpinus betulus), Wildkirsche (Prunus avium), Esche (Fraxinus) und Ahorn (Acer) sowie vereinzelte große, etwa 250 Jahre alte Stieleichen (Quercus robur). In der Krautschicht stehen in hoher Dichte Bärlauch (Alium ursinum), Hohler Lerchensporn (Corydalis cava) und Scharbockskraut (Ficaria verna), das unscheinbare Moschuskraut (Adoxa moschatellina) sowie Buschwindröschen (Anemone nemorosa).
Die Artenvielfalt des Niedwaldes gewinnt besonders durch den weit in den Wald hineinragenden Grill’schen Altarm, mit 29.000 m² Wasserfläche der größte Nidda-Altarm, sowie durch den Altarm Waldspitze. In beiden befinden sich größere Bestände der Gelben Teichrose (Nuphar lutea). Am und im Wasser leben Eisvogel (Alcedo atthis), Graureiher (Ardea cinerea), Teichfrösche  (Pelophylax kl. esculentus), Erdkröten (Bufo bufo, Laichgewässer), verschiedene Arten von Libellen (Odonata) und viele weitere einheimische Tierarten. Im Altarm wohnt ebenso eine kleine Population von Biberratten (Myocastor coypus). Die Tiere stammen aus einer aufgegebenen Zucht am Altarm Holler am gegenüberliegenden, Sossenheimer Nidda-Ufer (→ Sossenheimer Unterfeld). Ein weiteres Neozoon ist die Rotwangen-Schmuckschildkröte (Trachemys scripta elegans), die dort vermutlich von privaten Haltern ausgesetzt wurde.
Im Frühjahr, zur Laichzeit der im Niedwald heimischen Erdkröte, wird südlich der Oeserstraße ein Amphibienzaun errichtet, um die zu den nördlich der Straße gelegenen Nidda-Altarmen wandernden Tiere („Krötenwanderung“) vor dem Autoverkehr zu schützen. Der Amphibienzaun wird vom BUND Frankfurt betreut.

## Verkehrsanbindung

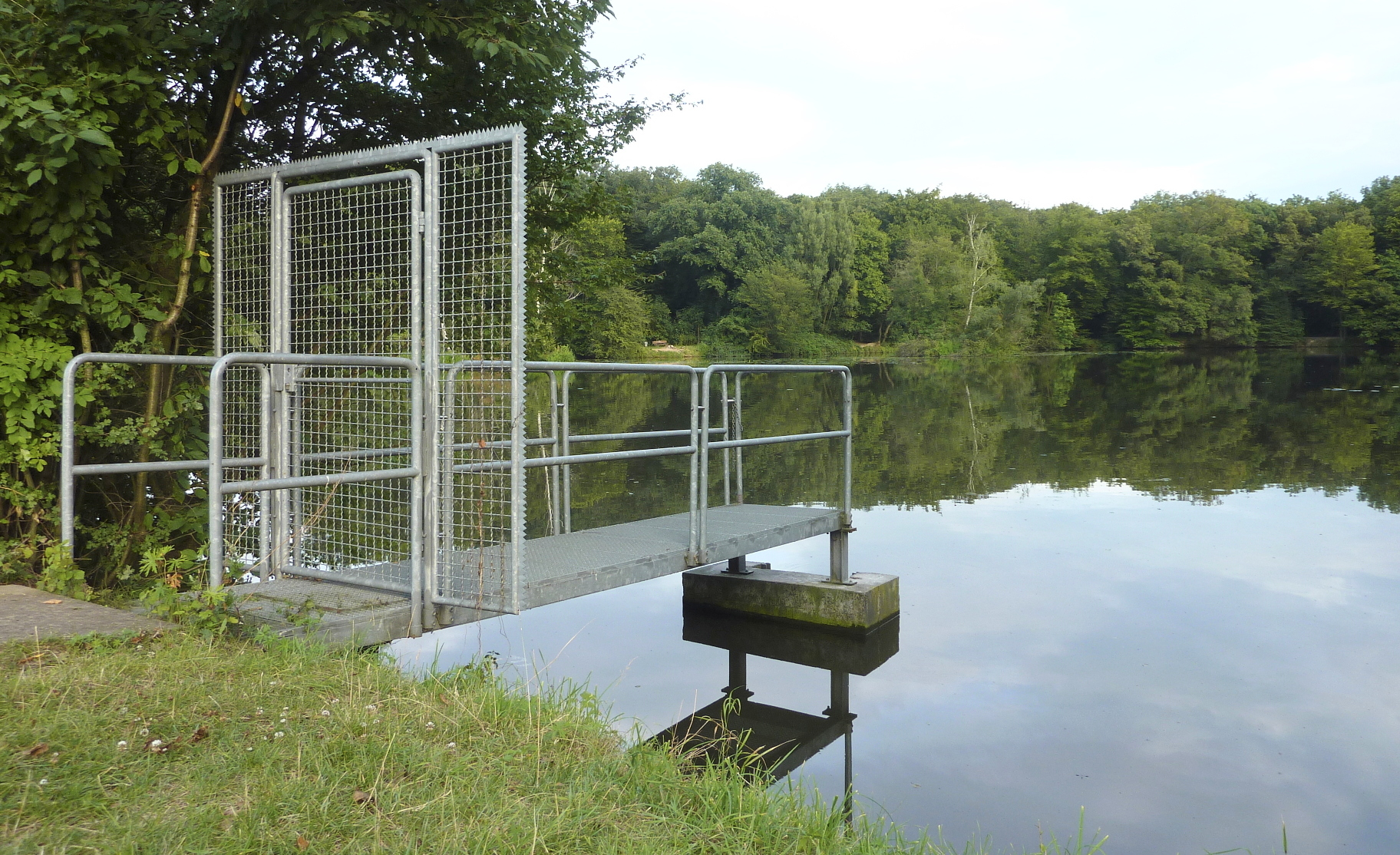
Grill’scher Altarm und Niedwald, vom Grüngürtel-Radweg aus gesehen

Der Niedwald kann mit Kraftfahrzeugen (Individualverkehr, öffentliche Verkehrsmittel), mit dem Fahrrad und zu Fuß erreicht werden. Die Buslinie 59 der Frankfurter Verkehrsgesellschaft VgF hat zwei Haltestellen an der Oeserstraße in kurzer Entfernung vom Waldrand, Neumarkt im Westen und Neufeld im Osten des Waldstücks. Von Westen ist der Niedwald über die Bundesautobahn 648 erreichbar. In der Nähe der Autobahn-Anschlussstelle Ffm.-Neufeld (Messe-Abfahrt) befindet sich ein öffentlicher Parkplatz, erreichbar über Oeserstraße und Neufeld. Am Nordrand des Niedwaldes ist die Nidda zu beiden Seiten von Grüngürtel-Rundwanderweg beziehungsweise Grüngürtel-Radweg gesäumt, die Überquerung des Flusses ist an dem gegenüber dem Grill’schen Altarm liegenden Wehr Sossenheim möglich. Beide Wege sind ausgeschildert. Die Wanderwege im Niedwald selbst sind größtenteils unbefestigt und ebenerdig, durch den Wald führt ebenso ein Reitweg.